# Ponornytsia
Ponornytsia (ukrainien : Понорниця, russe : Понорница) est une commune urbaine de l'oblast de Tchernihiv, en Ukraine. Elle compte 1 901 habitants en 2024.

## Histoire
Les Cent de Ponornytsia ont été mentionnés dans les documents de 1654 comme faisant partie du régiment de cosaques de Nijyn pour être dissolut en 1781. Les Cosaques des Cent Ponornytsia ont participé à plusieurs reprises aux hostilités.
À la fin du XIXe le village comptait 4 782 habitants, des commerces et une foire annuelle. La communauté avait une synagogue et deux églises qui ont disparu pendant le régime soviétique.

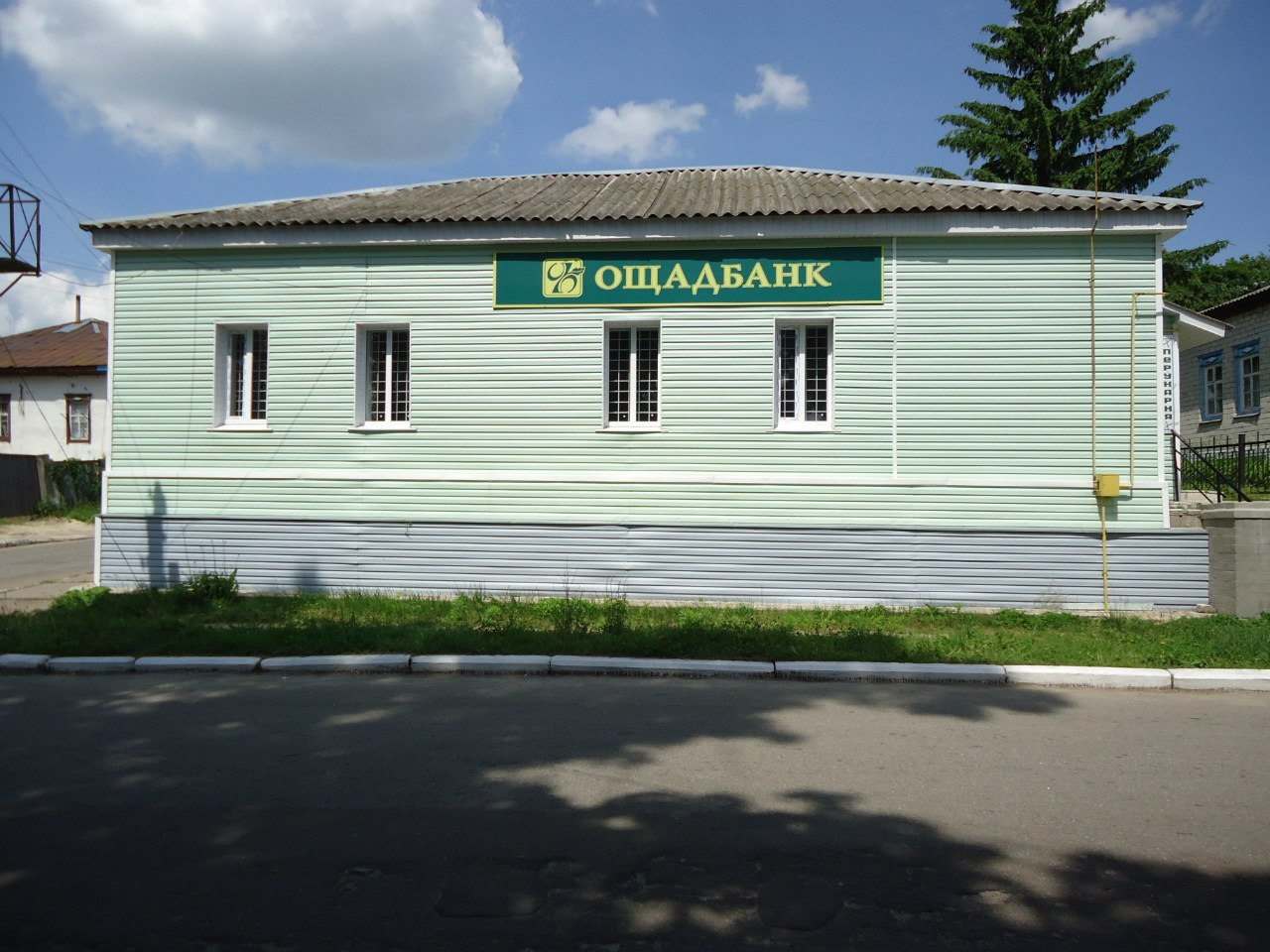
Office bancaire.
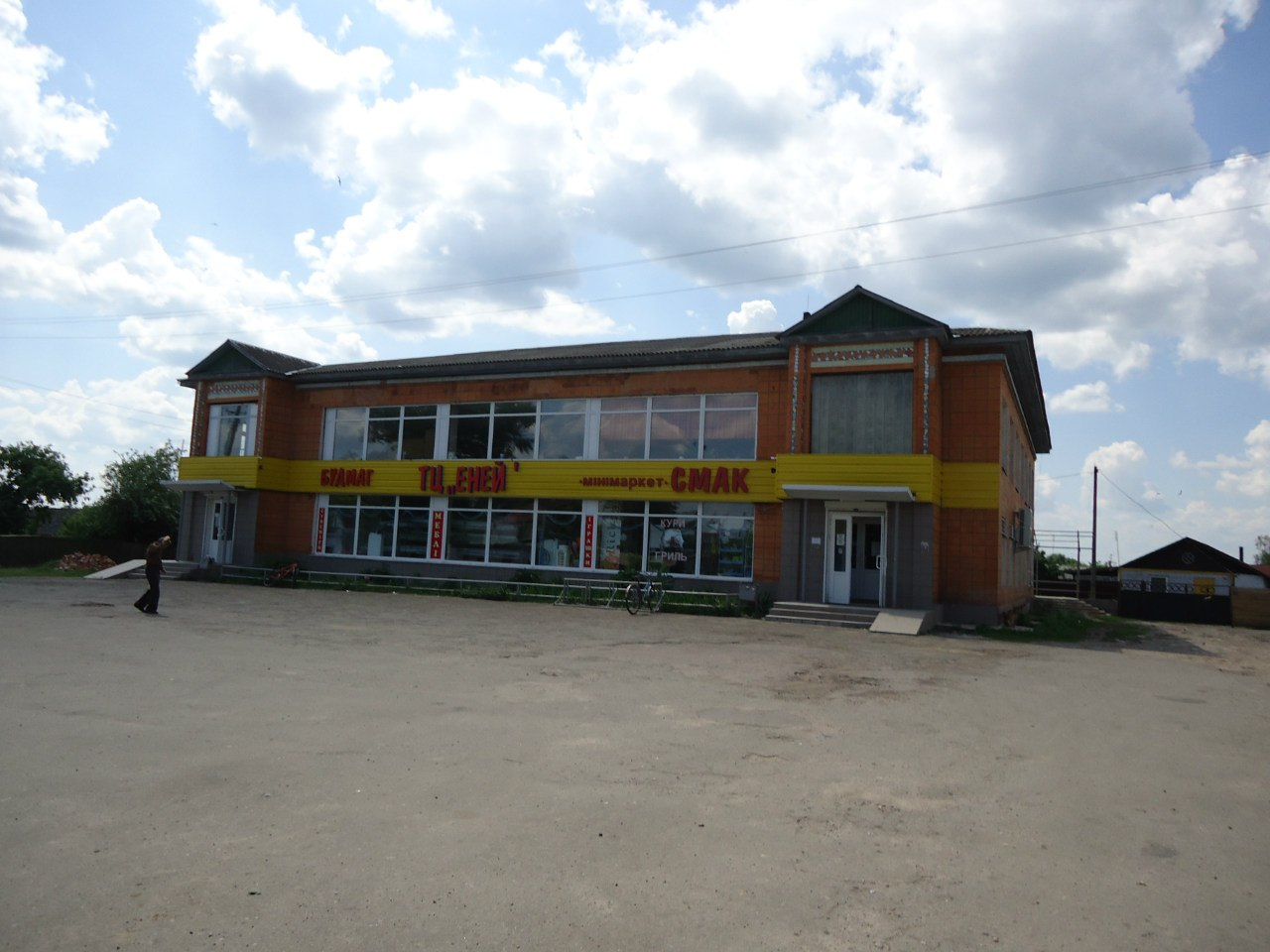
Commerce.
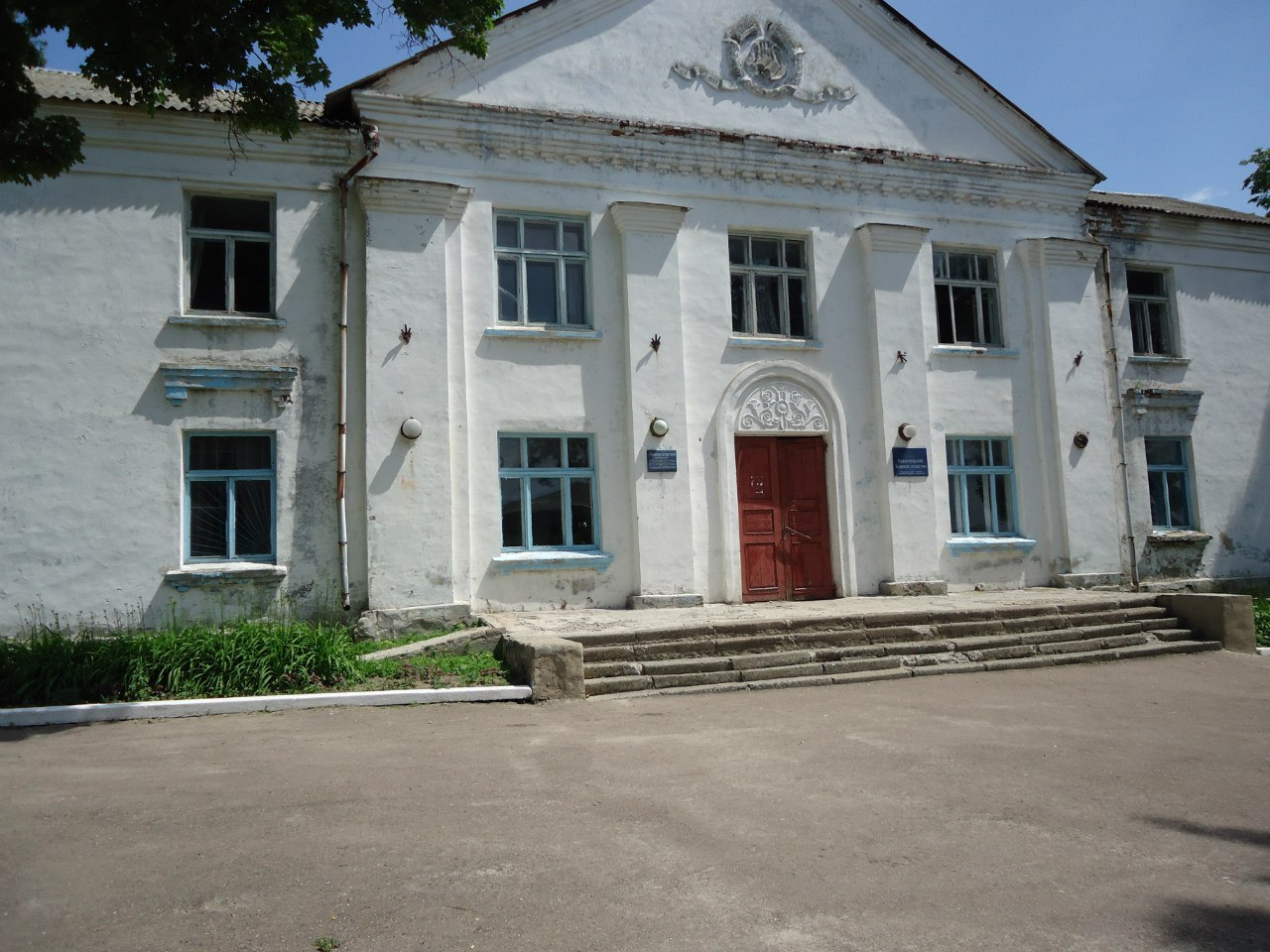
Centre culturel.